# Mittelalterliche Bibliothekskataloge

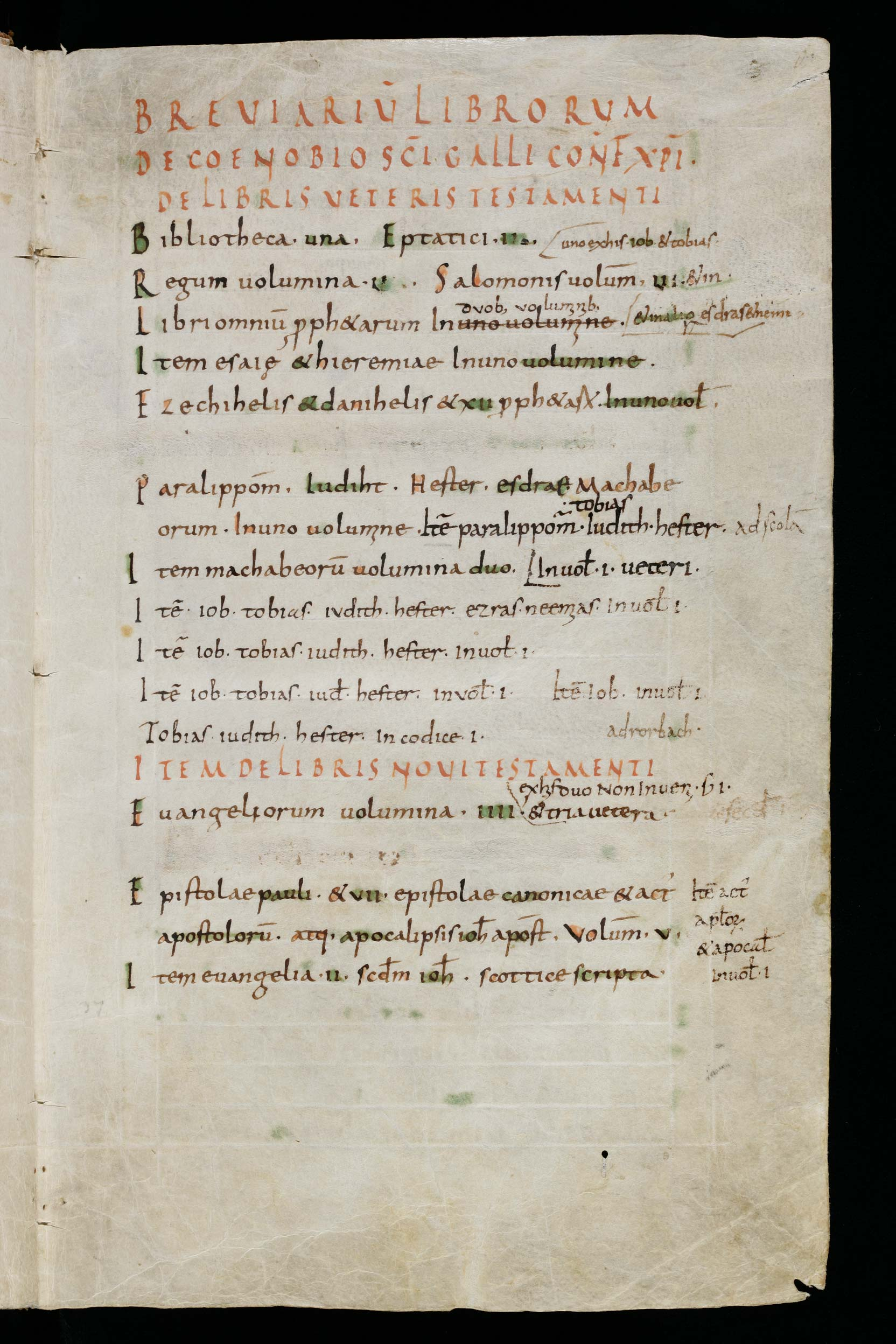
Seite des St. Galler Katalogs

Mittelalterliche Bibliothekskataloge sind die Bibliothekskataloge der mittelalterlichen Bibliotheken.
Die Sammlung und Veröffentlichung mittelalterlicher Bibliothekskataloge begann bereits im 19. Jahrhundert und setzt sich bis heute fort.

## Äußere Form
Häufig wurden die frühen mittelalterlichen Kataloge nicht in eigenen Buchbänden niedergeschrieben, sondern auf leere Seiten anderer Handschriften. Für einen Katalog als selbständiges Arbeitsinstrument bestand aufgrund des geringen Umfangs der frühen mittelalterlichen Bibliotheken noch kein Bedarf.

## Rezeption
Eine erste gesammelte Edition erstellte Gustav Becker im Jahr 1885. Sie umfasst bereits zuvor edierte Kataloge der heutigen Länder Deutschland, Frankreich, England, Italien, Niederlande, Spanien und Ungarn. Insgesamt findet man 136 vollständig wiedergegebene, bis zum 12. Jahrhundert entstandene Kataloge und Literaturangaben zu 207 weiteren Katalogen. An Beckers Edition wurde Formales bemängelt, aber auch dass sich weder die Quellen, noch weiterführende Hinweise zu den Bibliotheken finden.
Theodor Gottlieb kritisierte Beckers Edition scharf und veröffentlichte 1890 ein neues Standardwerk. Gottlieb gibt europäische Kataloge in Auszügen, nach alphabetischer Reihenfolge und mit Angabe der Quelle sowie der Edition wieder.
Während Gottlieb kleinere Inventarlisten, Schatzverzeichnisse oder Schenkungen unberücksichtigt ließ, konzentriert sich eine Edition Bernhard Bischoffs aus dem Jahr 1967 genau auf diese kleineren Belege. Beispielsweise handelt es sich um Verzeichnisse kleiner Buchbestände, die nicht in Klosterbibliotheken, sondern etwa in der Sakristei des Klosters aufbewahrt wurden.
Seit dem 20. Jahrhundert entstehen zahlreiche detaillierte Sammeleditionen, für den heute deutschsprachigen Raum die Mittelalterlichen Bibliothekskataloge Deutschlands und der Schweiz und die Mittelalterlichen Bibliothekskataloge Österreichs. Weitere europäische Editionen sind das Corpus Catalogorum Belgii, das Werk Bibliothèques de manuscrits médiévaux en France und das Corpus of British Medieval Library Catalogues.

## Sammelausgaben
- Gustav Becker: Catalogi bibliothecarum antiqui, Cohen, Bonn 1885 (Digitalisat)
- Bernhard Bischoff: Mittelalterliche Schatzverzeichnisse, Prestel, München 1967
- Corpus Catalogorum Belgii, 7 Bände, Brüssel 1966–2011
- Corpus of British Medieval Library Catalogues, 13 Bände, London 1990–2008
- Genevois, Anne-Marie (Hrsg.): Bibliothèques de manuscrits médiévaux en France. Relevé des inventaires du VIIIe au XVIIIe, Paris 1987
- Mittelalterliche Bibliothekskataloge Deutschlands und der Schweiz, 4 Bände, Beck, München 1918–2009 (noch nicht abgeschlossen)
- Mittelalterliche Bibliothekskataloge Österreichs, 5 Bände, Holzhausen, Wien 1915–1971
- Theodor Gottlieb: Über mittelalterliche Bibliotheken, Harrassowitz, Leipzig 1890 (Digitalisat)